# 1604
1604 (MDCIV) var ett skottår som började en torsdag i den gregorianska kalendern och ett skottår som började en söndag i den julianska kalendern.

## Händelser

### Mars
- 22 mars – Hertig Karl erkänns som kung av Sverige med namnet Karl IX, med arvsrätt av hans manliga avkomma, vid en riksdag i Norrköping, vilket benämns Norrköpings arvförening. Detta sker sedan Johan III:s son Johan har avsagt sig alla tronanspråk. Riksdagen beslutar också att tronföljaren måste bekänna sig till den lutherska tron. Vidare skall en teologie lektor tillsättas vid varje latinskola, varvid prästutbildningen flyttas från kyrkans domän till skolans.

### Augusti
- 21 augusti – Staden Giötheborg börjar bebyggas av nederländare.

### September
- 15 september – Svenskarna besegras av polackerna i slaget vid Weissenstein.

### Oktober
- 9 oktober – Supernovan Keplers stjärna börjar observeras i Vintergatan.[1][2]

### Okänt datum
- Den nederländske byggmästare Cornelis Cornelisson sänds till Amsterdam för att rekrytera bosättare till det nygrundade Göteborg.
- Den svenska exporten av osmundjärn förbjuds för att inte skada exporten av stångjärn (utförseln stoppas dock inte helt och hållet förrän 1630).
- Kajaneborg får stadsprivilegium.

## Födda
- 16 augusti – Bernhard av Sachsen-Weimar, hertig av Sachsen-Weimar, tysk fältherre.

## Avlidna
- 13 februari – Katarina av Bourbon, prinsessa av Navarra och kronprinsessa av Lothringen.
- 10 juni – Isabella Andreini, italiensk skådespelare.
- Ma Shouzhen, kinesisk konstnär och kurtisan.

### Fotnoter
1. ↑  https://web.archive.org/web/20071012090853/http://seds.org/~spider/spider/Vars/sn1604.html
2. ↑  http://www.nasaimages.org/luna/servlet/detail/nasaNAS~4~4~12406~114566:Three-Great-Eyes-on-Kepler-s-Supern Arkiverad 1 november 2012 hämtat från the Wayback Machine.